# Lepanthes carunculigera
Lepanthes carunculigera är en orkidéart som beskrevs av Heinrich Gustav Reichenbach. Lepanthes carunculigera ingår i släktet Lepanthes och familjen orkidéer. Inga underarter finns listade i Catalogue of Life.